# Modrics
Modrics (macedónul: Модрич) település Észak-Macedóniában, a Délnyugati körzetben, Sztruga községben.

## Népesség
| Lakosok száma | 729  | 758  | 701  | 405  | 196  | 60   | 51   | 25   | 8    |
|               | 1948 | 1953 | 1961 | 1971 | 1981 | 1991 | 1994 | 2002 | 2021 |

2002-ben 25 lakosa volt, akik mindannyian macedónok.